# Sbor Bratrské jednoty baptistů v Broumově
Sbor Bratrské jednoty baptistů v Broumově je nejstarší baptistickou církví v Česku (původně německý sbor), ale má dnes již jen kolem 10 plnoprávných členů. Svou modlitebnu mají baptisté v Lidické ulici.

## Historie
První baptisté na českém území byli němečtí horníci v Šonově nedaleko Broumova. V roce 1858 byl misií na tomto území pověřen Pruským svazem baptistů Magnus Knappe. V roce 1893 zde bylo již 90 obrácených a na vyznání své víry pokřtěných křesťanů. Samostatný sbor v Broumově byl ustaven v roce 1908. Prvním kazatelem se stal Franz Winter. V roce 1923 měl sbor již 200 členů a baptisty byla zakoupena bývala restaurace Na příkopech a přestavěna na modlitebnu se sálem až pro 300 lidí. Sbor prožival dobu rozkvětu a v Šonově byl založen druhý sbor. Po 2.světové válce sbor v Šonově odsunem německy mluvícího obyvatelstva zanikl a sbor v Broumově žije dál jen díky tomu, že sem pod vedením Jana Veselovského přišla skupina pobělohorských nekatolíků z exilu v polském Zelově. Až do roku 1967, kdy odešla poslední skupina německých bratří se zde kázalo také v němčině. Z pohraničí odcházeli ale i české rodiny a tak je zde v současnosti jen malá skupina baptistů.

## Kazatelé
- 1858–1893: Magnus Knappe
- 1893–1908: Jindřich Novotný (pražský sbor)
- 1908–1921: Franz Winter
- 1922–1925: Walter Hoffmann
- 1926–1928: Josef Walzel
- 1929–1939: Rudolf Eder
- 1939–1945: Erich Räder
- 1945–1957: Jan Veselovský
- 1957–1968: Richard Novák
- 1970–1977: Ferdinand Lehotský
- 1983–dosud Richard Novák